# Yuhi VI.

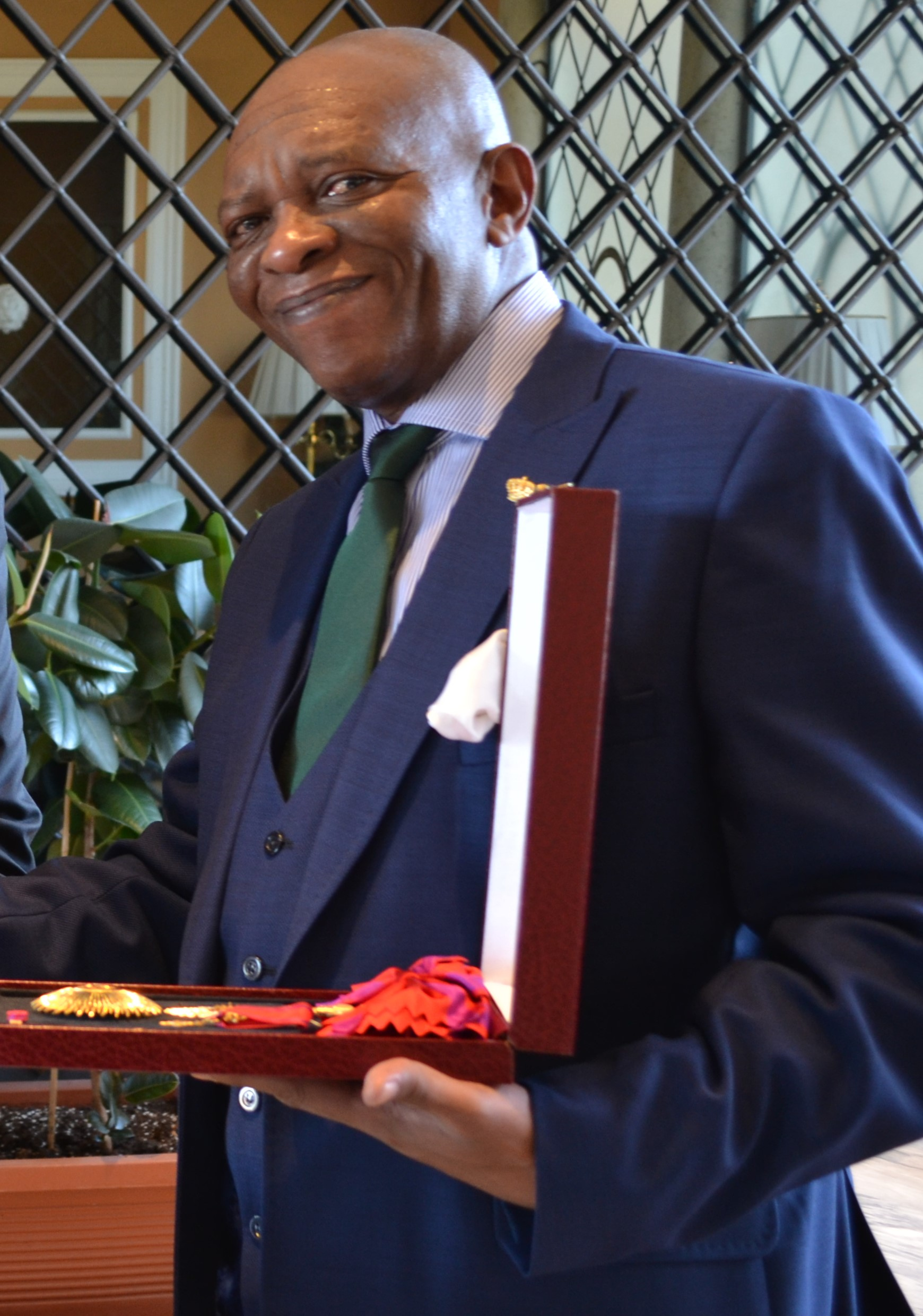
König Yuhi VI. (2017)

Yuhi VI., geboren als Emmanuel Bushayija (* 20. Dezember 1960 in Ruanda-Urundi), ist Thronprätendent und Titularkönig des Königreichs Ruanda, der seit 1962 bestehenden Republik Ruanda. Er wurde zum 9. Januar 2017 zum König ausgerufen und hat die Nachfolge seines Onkels Kigeri V. angetreten.
Yuhi VI. wuchs im Exil in Uganda auf, wo er die Iganga-Sekundarschule besuchte und anschließend in Kampala für das US-amerikanische Unternehmen PepsiCo arbeitete. Er lebte zudem in Kenia, wo er im Tourismus arbeitete, ehe er im Juli 1994 nach Ruanda zurückkehrte. Sechs Jahre später wanderte Yuhi VI. ins Vereinigte Königreich aus.
Yuhi VI. ist verheiratet.